# Соловьёв, Сергей Матвеевич
Сергей Матвеевич Соловьёв (1862, Москва — 1923) — российский, советский геодезист.

## Биография
Родился в семье губернского землемера.
В 1875 г. принят в число казеннокоштных воспитанников Константиновского межевого института. Окончил институт в 1884 г. и преподавал в нём до 1896 г., читал лекции по геодезии, математической картографии, высшей математике. За этот период окончил также математический факультет Московского университета; в течение года стажировался в Рейнском университете и Прусской кадастровой академии.
В 1896 г. при открытии Московского инженерного училища приглашён на должность профессора и заведующего кафедрой геодезии. В 1908 г. коллектив училища избрал его своим директором, но это решение не утвердил министр путей сообщения.
Преподавание успешно сочетал с производственной деятельностью по крупномасштабным съёмкам городов (Харькова, Казани, Подольска, Вереи, Рузы и др.).
При создании Высшего геодезического управления декретом Совнаркома (15 марта 1919) назначен первым начальником гражданской картографо-геодезической службы страны; работал на этой должности до сентября 1919 г.
С 1922 года заведовал кафедрой геодезии горно-рудничного факультета Московской горной академии.
Скончался 9 декабря 1923 года после тяжелой и продолжительной болезни.

### Избранные труды
Источник — электронные каталоги РНБ
- Соловьёв С. М. Низшая геодезия : Лекции. — М.: лит. О.Р.П. Кн., 1897. — 1009 с. — (Написано от руки. Литогр.).
  - Курс низшей геодезии : Лекции. — М.: т-во скоропеч. А. А. Левенсон, 1903. — 790 с.
  - Курс низшей геодезии : Лекции, чит. в Ин-те инж. пут. сообщ. имп. Николая II и в Константиновск. межевом ин-те. — 3-е изд., доп. и испр. — М.: типо-лит. Ю. Венер, преемн. О. Фальк, 1914. — 1396 с.
- Соловьёв С. М. О постановке преподавания геодезии в Училище. — М.: Университетск. тип., 1904. — 47 с.
- Соловьёв С. М. О стереофотограмметрии : Отчёт о заграничной командировке // Моск. инженерное училище : Науч. тр. — 1910. — Вып. 4.
- Соловьёв С. М. Основной курс низшей геодезии. — М.: Гос. техн. изд-во, 1923-24. — Т. 1, 2.
  - Основной курс низшей геодезии / Под ред. и с доп. проф. П. М. Орлова. — 5-е изд. — М.; Л.: Огиз — Гос. науч.-техн. изд., 1931. — Ч. 1. — 190 с.; Ч. 2. — 270 с.
- Соловьёв С. М. Сокращённый курс низшей геодезии. — М.: типо-лит. Ю. Венер, преемн. О. Фальк, 1909. — Т. 1, 2.
  - . — 3-е изд. — М.: тип. М. Александровой, 1918. — Т. 1. — 248 с.
- Соловьёв С. М. Техническая сторона производства новых кадастровых измерений в Пруссии и причины её вызывающие. — М.: тип. Е. Г. Потапова, 1890. — 40 с.